# Сосновська сільська рада (Зоринський район)
Сосно́вська сільська рада (рос. Сосновский сельский совет) — сільське поселення у складі Зоринського району Алтайського краю Росії.
Адміністративний центр — село Сосновка.

## Населення
Населення — 463 особи (2019; 574 в 2010, 725 у 2002).

## Склад
До складу сільської ради входять:
| Населений пункт   | Населення, осіб (2002) | Населення, осіб (2010) |
| ----------------- | ---------------------- | ---------------------- |
| Боровлянка, село  | 150                    | 67                     |
| Горюшино, селище  | 12                     | 11                     |
| Малиновка, селище | 97                     | 42                     |
| Сосновка, село    | 466                    | 454                    |